# Philip Guston
Philip Guston (Montreal (Canada), 27 juni 1913 - Woodstock (New York), 7 juni 1980) was een Amerikaans kunstenaar (schilder, tekenaar) die in de jaren vijftig van de 20e eeuw furore maakte als abstract expressionist. In 1966 brak hij radicaal met het abstract expressionisme. Hij begon sardonisch, cartoon-achtig werk te maken, op basis waarvan hij wordt beschouwd als een van de stamvaders van het neo-expressionisme.

## Leven en werk

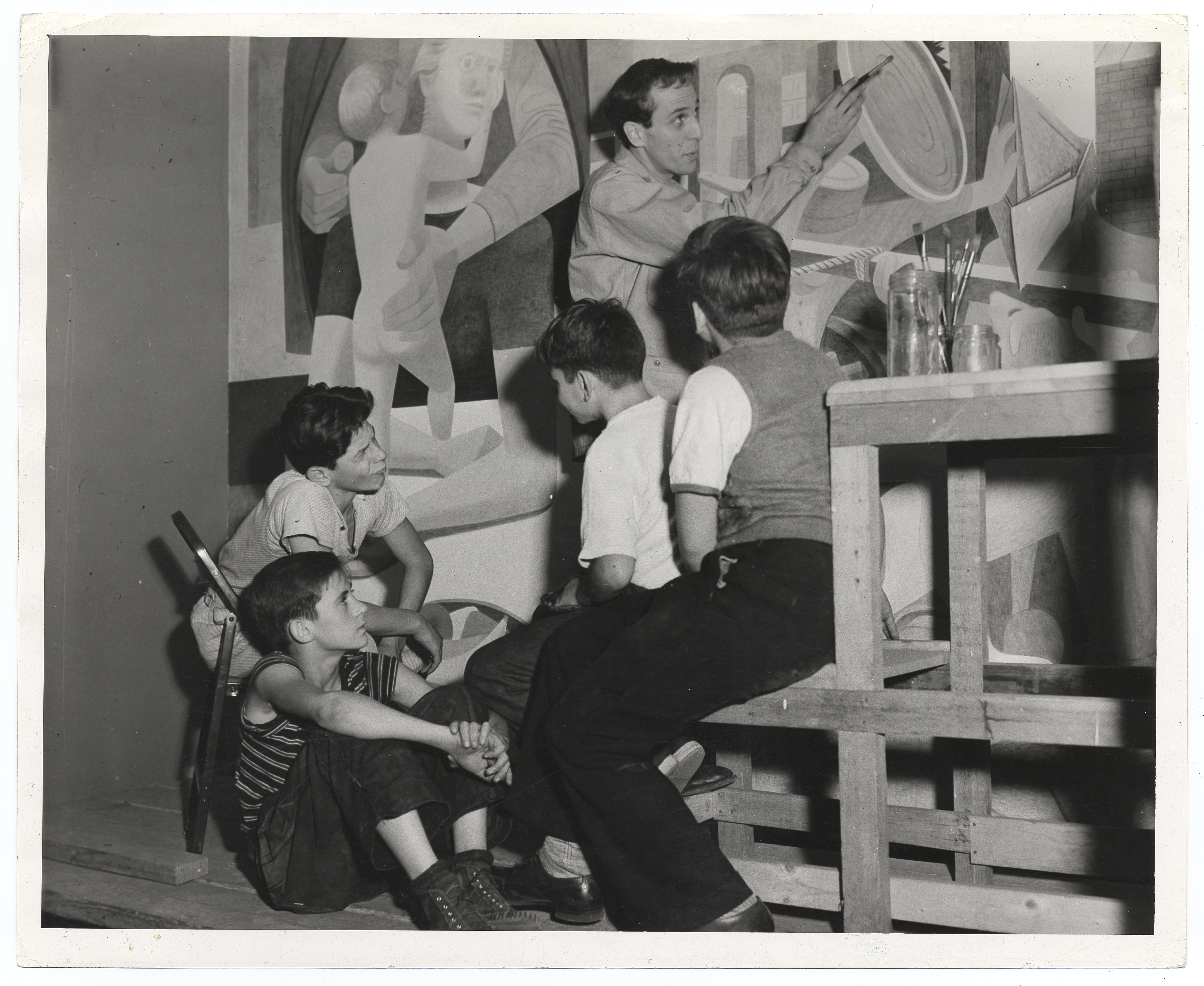
Philip Guston werkt met een groep kinderen aan een muurschildering (1940)

Philip Guston werd in 1913 in Montreal geboren. In zijn kindertijd verhuisde het gezin naar Los Angeles in de Verenigde Staten. Op de middelbare school leerde hij Jackson Pollock kennen, met wie hij sinds die tijd bevriend bleef. In 1930 begon Guston een studie aan het Otis Art Institute in Los Angeles. Hij studeerde er slechts drie maanden, waardoor hij een autodidact genoemd kan worden. In 1936 verhuisde Guston naar New York. Tot 1945 was hij daar werkzaam in het kader van het Federal Art Project. Hij maakte verscheidene muurschilderingen en van 1941 tot 1945 gaf Guston les aan de State University van Iowa. Later zouden andere universiteiten volgen.
In deze periode was zijn werk sterk beïnvloed door de Mexicaanse muralisten, Renaissance-schilders als Piero della Francesca en Giorgio de Chirico.
Guston werd in de jaren vijftig bekend als abstract expressionistisch schilder. Zijn werk wordt getypeerd door het weloverwogen, met korte kwaststreken aanbrengen van verf die hij in groepen op het linnen samenbrengt. Zachte kleuren overheersen. Vanwege het zachte karakter (contrasterend met het agressieve, expressieve werk van Willem de Kooning en 'de 'wilde schilderbeesten'-uitstraling van Pollock) werd zijn stijl wel "abstract impressionisme" genoemd. Kunsthistoricus Edward Lucie-Smith schreef dat Guston vaak het "ruggengraatloze" ("boneless") karakter van het abstract expressionisme personificeert. Lucie-Smith kwalificeert de kleuren als "behaaglijk" en de verf als "weelderig", en het geheel is volgens hem "een heksenketel".(eigen vertaling). Daar staat tegenover dat Guston succes had en als een belangrijk abstract expressionistisch schilder wordt beschouwd. 
In deze werken liet Guston zich beïnvloeden door de instelling en werkwijze van de Chinese schilders van de Song-dynastie: het continuerend tekenen van bijvoorbeeld bamboe, tot het een handeling wordt waar niet meer over nagedacht hoeft te worden, een tweede natuur is geworden die op elk moment en op elke manier ingezet kan worden. Aan deze schilders ontleende hij waarschijnlijk ook het decoratieve karakter van zijn werk.
De late schilderijen van Philip Guston sloegen, bij de eerste tentoonstelling ervan in 1970 in de Marlborough Gallery in New York, de kunstwereld met stomheid. Alleen de gezaghebbende kunstcriticus Harold Rosenberg en Willem de Kooning, met wie Guston bevriend was geraakt, waren positief. Guston had een grote sprong genomen, van delicaat en abstract naar rauw en figuratief. In dit nieuwe werk kwamen elementen uit vroeg werk uit de jaren dertig terug naar voren, toen Ku Klux Klan-figuren zijn tekeningen bevolkten. Deze werden aangevuld met nieuwe elementen zoals legerkistjes met bespijkerde zolen, allerhande gebruiksartikelen en een één-ogig hoofd die meermaals terugkwamen. De invloed van De Chirico en Franz Kafka (een van Guston's favoriete schrijvers) is zichtbaar in de raadselachtigheid van de voorstellingen. In werk van neo-expressionistische schilders als Walter Dahn en de cartoons van Robert Crumb is de rauwe, directe en cartoon-achtige schilderstijl die Guston in deze late periode kenmerkt, terug te zien.
Philip Guston verhuisde in 1967 naar Woodstock, N.Y., waar hij op 7 juni 1980 overleed.